# Atsuhiko Gondai
Atsuhiko Gondai (jap. 権代 敦彦, Gondai Atsuhiko; * 6. September 1965 in Tokio) ist ein japanischer Komponist.
Gondai ist einer der wichtigsten jüngeren Komponisten Japans. Sein Interesse gilt nicht einer spezifisch japanischen Musik, sondern dem kulturellen und religiösen Dialog zwischen Europa und Asien: „I´m not interested in Japanese music at all“ („Ich bin an japanischer Musik überhaupt nicht interessiert“). Ein Schwerpunkt seiner Arbeit sind die Verknüpfungsmöglichkeiten und Wechselwirkungen zwischen katholischer Kirchenmusik und traditionellen buddhistischen Klostergesängen. In seinen Werken vereint er alte und neue Kompositionstechniken. Unendlichkeit und Ewigkeit sind immer wiederkehrende Themen seiner Kompositionen.

## Ausbildung und Werdegang
Gondai studierte an der Toho Gakuen School of Music und von 1990 bis 1992 mit einem Stipendium des DAAD an der Staatlichen Hochschule für Musik Freiburg Komposition, unter anderem bei Yasuo Sueyoshi, Klaus Huber und Salvatore Sciarrino, und Orgel bei Zsigmond Szathmáry. Ab 1993 arbeitete er als Wissenschaftler beim Japanese Government Overseas Study Program for Artists und bis 1995 studierte er Computermusik bei Philippe Manoury am Institut de recherche et coordination acoustique/musique (IRCAM). Seit 2000 hält Gondai Vorlesungen in aller Welt, unter anderem im Rahmen von Gastprofessuren in Neuseeland oder einem Lehrauftrag an der Grieg Academy in Bergen. Als Komponist erhält er Kompositionsaufträge namhafter Orchester, seine Werke werden international aufgeführt. Er lebt und arbeitet in Kanazawa (Japan) und Paris (Frankreich).

## Auszeichnungen
- Special Encouragement Prize for creative theatrical arts by the Agency of Cultural Affairs (Japan, 1985)
- 1st Prize in the Japan Music Competition (1987)
- 1st Prize in the International V.Bucchi Competition (Rom, 1991)
- 2nd Prize (special prize from the Moeck Verlag) in the International K.Serocki Competition (Warschau, 1992)
- Honorary mention from the Barlow Foundation (U.S.A., 1993)
- Selected for the International Gaudeamus Music Week (Amsterdam)
- Presented at the International Rostrum of Composers (UNESCO, Paris)

## Werk
- Infinite Light/Boundless Life
- Uraufführung
- Liebster Jesu, Wir sind hier, Marimbaphon und Stimme
- 7 Meditations For An Imaginary Mass, Klavier
- Dies Irae/Lacrimosa, Orchester, 1995
- Agnus Dei/Anus Mundi I, gemischten Chor und Klavier, 1995
- Agnus Dei/Anus Mundi II, gemischten Chor, Klavier und Perkussion, 1996
- Father Forgive + In paradisum, Orchester, 1998
- Rosario, Mezzosopran, Violoncello und Klavier, 1998
- Rapid Welcoming Descent, Kammerorchester, (2003)
- Via Crucis / Via Lucis, Klavier, 1999
- Beyond the Light - Gleam/Glean, gemischten Chor, 1999
- Prelude to the Last 7 Days, Orchester, 2000
- The Beginning of the End/After the End, Kammerorchester
- Wood still says nothing, Marimbaphon, 2004
- jhapeta – a funeral music – for orchestra, 2007
- L'arc-en-ciel, Alt-Saxophon und Klavier
- Zero, Klavier

## Weblink
- Biographie bei Schott

| Personendaten    | Personendaten         |
| ---------------- | --------------------- |
| NAME             | Gondai, Atsuhiko      |
| ALTERNATIVNAMEN  | 権代敦彦 (japanisch)  |
| KURZBESCHREIBUNG | japanischer Komponist |
| GEBURTSDATUM     | 6. September 1965     |
| GEBURTSORT       | Tokio                 |